# Region Epir
Region Epir – jeden z 13 regionów administracyjnych Grecji położony w północno-zachodniej części kraju i w dużej mierze na terenie greckiej części historycznej krainy Epir. W ujęciu historyczno-kulturowym Epir jest jednak dużo większym obszarem niż ten, który zajmuje współczesny grecki region administracyjny o tej nazwie.
Współtworzy administrację Epir-Macedonia Zachodnia. 
Stolicą regionu jest Janina.
Region administracyjny Epir dzieli się na 18 demosów zgrupowanych w 4 jednostki regionalne:
- jednostka regionalna Arta ze stolicą w mieście Arta,
- jednostka regionalna Janina ze stolicą w mieście Janina,
- jednostka regionalna Preweza ze stolicą w mieście Preweza,
- jednostka regionalna Tesprotia ze stolicą w Igoumenitsie.